# Phil Jutzi
Phil Jutzi, né Philipp Jutzi le 22 juillet 1896 à Altleiningen, dans l'Empire allemand, et mort le 1er mai 1946  à Neustadt an der Weinstraße, est un directeur de la photographie et un réalisateur allemand.

## Biographie
Phil Jutzi, parfois appelé Piel Jutzi (Piel correspondant à Phil dans le dialecte du Palatinat; mais un procès intenté par Harry Piel le contraignit à se faire appeler Phil) était le fils d'un tailleur. Autodidacte et dispensé de ses obligations militaires à cause d'un problème physique, il fit en 1916 des affiches pour un petit cinéma de la Forêt-Noire. Il devint en 1919 un des gérants de la Internationale Film-Industrie d'Heidelberg, spécialisée dans les policiers et les westerns.
Il épousa en 1923 Emmy Philippine Zimmermann, sœur de l'acteur Holmes Zimmermann (de), qui joua dans sept de ses films.
En 1925, Phil Jutzi déménagea à Berlin où il a travaillé comme cadreur dans des documentaires pour la société de production communiste Welt-Film. À partir de 1926, il fut réalisateur pour Prometheus Film, qui était d'extrême-gauche, et, à la suite de films comme L'Enfer des pauvres, il devint connu comme réalisateur de films prolétaires et rejoignit le Parti communiste en 1928 (avant de le quitter en 1929).
Après la réalisation de Sur le pavé de Berlin en 1931, qui était l'adaptation d'un roman d'Alfred Döblin, Berlin Alexanderplatz, Phil Jutzi changea radicalement d'orientation politique et rejoignit le Parti nazi en 1933. Il devint un réalisateur prolifique, essentiellement de courts-métrages.

## Filmographie partielle
Réalisateur
- 1919 : Bull Arizona
- 1919 : Die das Licht scheuen...!
- 1920 : Die Rache der Banditen
- 1920 : Das deutsche Lied. Henkerskarren und Königsthron
- 1920 : Red Bull, der letzte Apache
- 1920 : Das blinkende Fenster
- 1920 : Feuerteufel
- 1921 : Der maskierte Schrecken
- 1922 : Der graue Hund
- 1926 : Kladd und Datsch, die Pechvögel
- 1927 : Die rote Front marschiert (documentaire)
- 1927 : Die Machnower Schleuse (documentaire)
- 1928 : Kindertragödie
- 1928 : Weltstadt im Grünen (documentaire)
- 1928 : Fröhliche Pfalz (documentaire)
- 1929 : Hunger in Waldenburg
- 1929 : L'Enfer des pauvres
- 1931 : Sur le pavé de Berlin (Berlin-Alexanderplatz)
- 1935 : Der Kosak und die Nachtigall
- 1935 : Asew